# روده بزرگ

دستگاه گوارش انسان

روده بزرگ (به انگلیسی: Large intestine) یا فراخ‌روده بخشی از لولهٔ گوارش پستانداران است که بین روده باریک و مخرج قرار دارد و شامل کورروده cecum و پس‌روده Colon و راست‌روده Rectum است. طول روده بزرگ حدود یک و نیم متر است. آب موجود در غذاها و همچنین بخشی از آبی که نوشیده‌ایم، در روده بزرگ بازجذب می‌شود و باعث می‌شود که مدفوع از حالت مایع به حالت جامد تبدیل شود.
چون عمل اصلی روده بزرگ هدایت مواد گوارش نشده به خارج از بدن است و نقش جذبی مهمی ندارد، روده بزرگ فاقد پرز و ریز پرز است. روده بزرگ محل رشد باکتریهای فراوانی است که به صورت فلور نرمال روده زندگی می‌کنند و بخش عمده گاز مدفوع، حاصل فعالیت آن‌ها است برای مثال بعضی از باکتری‌ها موادی مانند سلولز را خورده و تبدیل به ویتامین k می‌کنند. یاخته‌های موجود در لایه مخاطی پس‌روده (کولون)، مخاط ترشح می‌کنند.
هنگامی که مدفوع به راست‌روده می‌رسد، بر اثر انقباضات واکنشی که در راست‌روده ایجاد می‌شود و ماهیچه‌های بندآورنده دریچه یا اسفنگتر مقعد را شل می‌کند، در نتیجه احساس دفع مدفوع به شخص دست می‌دهد. اسفنکترهای مقعد، ماهیچه‌های حلقوی شکلی هستند که کنترل باز شدن و بسته شدن مقعد را در اختیار دارند. معمولاً حدود یک تا سه روز طول می‌کشد که غذا از دهان به مقعد برسد.
مشاهده و بررسی قسمت درونی روده بزرگ (کولون) که با فرستادن کولونوسکوپ صورت می‌گیرد را پس‌روده‌بینی یا کولونوسکوپی (Colonoscopy) می‌گویند.

## تفاوت‌های روده بزرگ و روده باریک
در حالی که بیشتر قسمت‌های روده بزرگ ثابت است، بیشتر قسمت‌های روده باریک (روده کوچک) متحرک می‌باشد. روده باریک نسبت به روده بزرگ، فاقد نواره‌های پس‌روده (تنیا کولی) است. روده باریک نسبت به روده بزرگ، فاقد کیسه‌وارسازی (هوستراسیون، Haustration) است. روده بزرگ نسبت به روده کوچک، فاقد پُرز و فاقد پلاک‌های پی‌یر است.
روده باریک در حالت پر از غذا نسبت به روده بزرگ در همین حالت، دارای قطر کمتری است. دیوارهٔ روده کوچک صاف است، در حالی‌که دیوارهٔ روده بزرگ، حالت کیسه‌ای دارد. روده باریک نسبت به روده بزرگ، فاقد اپی‌پلوئیک آپاندیس (کیسه‌های کوچک صفاقی، مملو از بافت چربی که به دیوارهٔ روده بزرگ متصل می‌باشد) است.
متوسط طول روده کوچک در مردان ۶ متر و ۹۰ سانتی متر بوده و متوسط طول روده کوچک در زنان ۷ متر و ۱۰ سانتی متر می باشد.
همچنین روده بزرگ در زنان،۱۰ سانتی متر طولانی تر از مردان است.

## نگارخانه

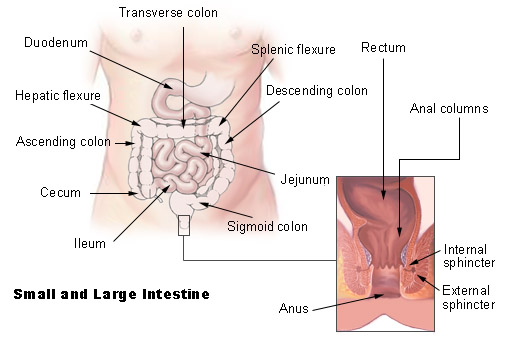